# Cibel-Cebon
L'equip Cibel-Cebon (codi UCI: CIB) és un equip ciclista belga, de ciclisme en ruta. Creat al 2006, a partir del 2014 va adquirir categoria continental.

## Principals resultats
- Gran Premi dels Comerciants de Templeuve: Oliver Naesen (2014)
- Volta a la Província de Lieja: Kevin De Jonghe (2016)
- Internatie Reningelst: Benjamin Verraes (2016)

### A les grans voltes
- Giro d'Itàlia
  - 0 participacions

- Tour de França
  - 0 participacions

- Volta a Espanya
  - 0 participacions

## Composició de l'equip
| \| Llista de l'equip 2015 \| Llista de l'equip 2015 \| Llista de l'equip 2015 \| Llista de l'equip 2015 \| \| Ciclista \| Data de naixement \| Equip previ \| \| \| --------------------------------------------- \| ---------------------- \| ---------------------------------- \| ---------------------- \| \| Kevin Callebaut \| 16 de octubre de 1991 \| \| \| \| Bjorn De Decker \| 10 de octubre de 1988 \| \| \| \| Kevin De Jonghe \| 4 de desembre de 1991 \| Topsport Vlaanderen-Baloise (2014) \| \| \| Jens Geerinck \| 9 de setembre de 1993 \| EFC-Omega Pharma-Quick Step (2014) \| \| \| Thomas Gibbons \| 6 de desembre de 1989 \| \| \| \| Kenny Goossens \| 4 de març de 1991 \| \| \| \| Lawrence Naesen \| 28 de agost de 1992 \| Van Der Vurst Development (2014) \| \| \| Matthias Ongena \| 22 de maig de 1989 \| \| \| \| Thomas Ongena \| 22 de octubre de 1980 \| \| \| \| Glenn Rotty \| 26 de gener de 1994 \| \| \| \| Guy Smet \| 4 de febrer de 1972 \| \| \| \| Joeri Stallaert \| 25 de gener de 1991 \| Veranclassic-Doltcini (2014) \| \| \| Niels Van Dorsselaer \| 25 de febrer de 1992 \| \| \| \| Matthias Van Holderbeke (1 de gen–20 de maig) \| 18 de desembre de 1992 \| \| \| \| Jori Van Steenberghen \| 9 de octubre de 1991 \| \| \| \| Benjamin Verraes \| 21 de febrer de 1987 \| Josan-To Win (2014) \| \| \| \| \| \| \| \| Font: UCI \| \| \| \| |                        |                                    |  |
| Llista de l'equip 2015 |                        |                                    |  |
| Ciclista | Data de naixement      | Equip previ                        |  |
| Kevin Callebaut | 16 de octubre de 1991  |                                    |  |
| Bjorn De Decker | 10 de octubre de 1988  |                                    |  |
| Kevin De Jonghe | 4 de desembre de 1991  | Topsport Vlaanderen-Baloise (2014) |  |
| Jens Geerinck | 9 de setembre de 1993  | EFC-Omega Pharma-Quick Step (2014) |  |
| Thomas Gibbons | 6 de desembre de 1989  |                                    |  |
| Kenny Goossens | 4 de març de 1991      |                                    |  |
| Lawrence Naesen | 28 de agost de 1992    | Van Der Vurst Development (2014)   |  |
| Matthias Ongena | 22 de maig de 1989     |                                    |  |
| Thomas Ongena | 22 de octubre de 1980  |                                    |  |
| Glenn Rotty | 26 de gener de 1994    |                                    |  |
| Guy Smet | 4 de febrer de 1972    |                                    |  |
| Joeri Stallaert | 25 de gener de 1991    | Veranclassic-Doltcini (2014)       |  |
| Niels Van Dorsselaer | 25 de febrer de 1992   |                                    |  |
| Matthias Van Holderbeke (1 de gen–20 de maig) | 18 de desembre de 1992 |                                    |  |
| Jori Van Steenberghen | 9 de octubre de 1991   |                                    |  |
| Benjamin Verraes | 21 de febrer de 1987   | Josan-To Win (2014)                |  |
| |                        |                                    |  |
| Font: UCI |                        |                                    |  |

| \| Llista de l'equip 2016 \| Llista de l'equip 2016 \| Llista de l'equip 2016 \| Llista de l'equip 2016 \| \| Ciclista \| Data de naixement \| Equip previ \| \| \| -------------------------------------------- \| ---------------------- \| ---------------------------------- \| ---------------------- \| \| Kevin Callebaut \| 16 de octubre de 1991 \| \| \| \| Bjorn De Decker \| 10 de octubre de 1988 \| \| \| \| Kevin De Jonghe \| 4 de desembre de 1991 \| Topsport Vlaanderen-Baloise (2014) \| \| \| Johannes De Paepe \| 5 de octubre de 1992 \| Van Der Vurst-Hiko (2015) \| \| \| Michiel Dieleman \| 29 de abril de 1990 \| Smartphoto (2015) \| \| \| Gregory Franckaert \| 21 de setembre de 1988 \| Profel United (2015) \| \| \| Jens Geerinck \| 9 de setembre de 1993 \| EFC-Omega Pharma-Quick Step (2014) \| \| \| Kenny Goossens \| 4 de març de 1991 \| \| \| \| Gianni Marchand \| 1 de juny de 1990 \| KSV Deerlijk-Gaverzicht (2015) \| \| \| Lawrence Naesen \| 28 de agost de 1992 \| Van Der Vurst Development (2014) \| \| \| Thomas Ongena \| 22 de octubre de 1980 \| \| \| \| Glenn Rotty \| 26 de gener de 1994 \| \| \| \| Joeri Stallaert \| 25 de gener de 1991 \| Veranclassic-Doltcini (2014) \| \| \| Jori Van Steenberghen \| 9 de octubre de 1991 \| \| \| \| Niels Vandyck \| 30 de agost de 1990 \| Baguet-MIBA Poorten-Indulek (2015) \| \| \| Benjamin Verraes \| 21 de febrer de 1987 \| Josan-To Win (2014) \| \| \| Wim Reynaerts (1 de ago–31 de des, aprenent) \| 12 de maig de 1995 \| Ottignies-Perwez (2015) \| \| \| \| \| \| \| \| Fonts: ProCyclingStats Cycling Archives \| \| \| \| |                        |                                    |  |
| Llista de l'equip 2016 |                        |                                    |  |
| Ciclista | Data de naixement      | Equip previ                        |  |
| Kevin Callebaut | 16 de octubre de 1991  |                                    |  |
| Bjorn De Decker | 10 de octubre de 1988  |                                    |  |
| Kevin De Jonghe | 4 de desembre de 1991  | Topsport Vlaanderen-Baloise (2014) |  |
| Johannes De Paepe | 5 de octubre de 1992   | Van Der Vurst-Hiko (2015)          |  |
| Michiel Dieleman | 29 de abril de 1990    | Smartphoto (2015)                  |  |
| Gregory Franckaert | 21 de setembre de 1988 | Profel United (2015)               |  |
| Jens Geerinck | 9 de setembre de 1993  | EFC-Omega Pharma-Quick Step (2014) |  |
| Kenny Goossens | 4 de març de 1991      |                                    |  |
| Gianni Marchand | 1 de juny de 1990      | KSV Deerlijk-Gaverzicht (2015)     |  |
| Lawrence Naesen | 28 de agost de 1992    | Van Der Vurst Development (2014)   |  |
| Thomas Ongena | 22 de octubre de 1980  |                                    |  |
| Glenn Rotty | 26 de gener de 1994    |                                    |  |
| Joeri Stallaert | 25 de gener de 1991    | Veranclassic-Doltcini (2014)       |  |
| Jori Van Steenberghen | 9 de octubre de 1991   |                                    |  |
| Niels Vandyck | 30 de agost de 1990    | Baguet-MIBA Poorten-Indulek (2015) |  |
| Benjamin Verraes | 21 de febrer de 1987   | Josan-To Win (2014)                |  |
| Wim Reynaerts (1 de ago–31 de des, aprenent) | 12 de maig de 1995     | Ottignies-Perwez (2015)            |  |
| |                        |                                    |  |
| Fonts: ProCyclingStats Cycling Archives |                        |                                    |  |

| \| Llista de l'equip 2017 \| Llista de l'equip 2017 \| Llista de l'equip 2017 \| Llista de l'equip 2017 \| \| Ciclista \| Data de naixement \| Equip previ \| \| \| --------------------------------------- \| ---------------------- \| ----------------------------------------- \| ---------------------- \| \| Robby Cobbaert \| 27 de desembre de 1990 \| Home Solution-Anmapa-Soenens (2016) \| \| \| Dennis Coenen \| 13 de novembre de 1991 \| Crelan-Vastgoedservice (2016) \| \| \| Alexander Cools \| 13 de abril de 1994 \| Superano Ham-Isorex (2016) \| \| \| Stijn De Bock \| 30 de setembre de 1993 \| Baguet-MIBA Poorten-Indulek-Derito (2016) \| \| \| Kevin De Jonghe \| 4 de desembre de 1991 \| Topsport Vlaanderen-Baloise (2014) \| \| \| Johannes De Paepe \| 5 de octubre de 1992 \| Van Der Vurst-Hiko (2015) \| \| \| Mathias De Witte \| 29 de març de 1993 \| VL Technics-Experza-Abutriek (2016) \| \| \| Michiel Dieleman \| 29 de abril de 1990 \| Smartphoto (2015) \| \| \| Jimmy Janssens \| 30 de maig de 1989 \| Team 3M (2016) \| \| \| Alexander Maes \| 20 de juny de 1993 \| Home Solution-Anmapa-Soenens (2016) \| \| \| Gianni Marchand \| 1 de juny de 1990 \| KSV Deerlijk-Gaverzicht (2015) \| \| \| Jan Reynaerts \| 30 de juliol de 1997 \| Home Solution-Anmapa-Soenens (2016) \| \| \| Wim Reynaerts \| 12 de maig de 1995 \| Cibel-Cebon (2016) \| \| \| Brecht Ruyters \| 14 de maig de 1993 \| VL Technics-Experza-Abutriek (2016) \| \| \| Joeri Stallaert \| 25 de gener de 1991 \| Veranclassic-Doltcini (2014) \| \| \| Seppe Verschuere \| 6 de gener de 1994 \| VL Technics-Experza-Abutriek (2016) \| \| \| \| \| \| \| \| Fonts: ProCyclingStats Cycling Quotient \| \| \| \| |                        |                                           |  |
| Llista de l'equip 2017 |                        |                                           |  |
| Ciclista | Data de naixement      | Equip previ                               |  |
| Robby Cobbaert | 27 de desembre de 1990 | Home Solution-Anmapa-Soenens (2016)       |  |
| Dennis Coenen | 13 de novembre de 1991 | Crelan-Vastgoedservice (2016)             |  |
| Alexander Cools | 13 de abril de 1994    | Superano Ham-Isorex (2016)                |  |
| Stijn De Bock | 30 de setembre de 1993 | Baguet-MIBA Poorten-Indulek-Derito (2016) |  |
| Kevin De Jonghe | 4 de desembre de 1991  | Topsport Vlaanderen-Baloise (2014)        |  |
| Johannes De Paepe | 5 de octubre de 1992   | Van Der Vurst-Hiko (2015)                 |  |
| Mathias De Witte | 29 de març de 1993     | VL Technics-Experza-Abutriek (2016)       |  |
| Michiel Dieleman | 29 de abril de 1990    | Smartphoto (2015)                         |  |
| Jimmy Janssens | 30 de maig de 1989     | Team 3M (2016)                            |  |
| Alexander Maes | 20 de juny de 1993     | Home Solution-Anmapa-Soenens (2016)       |  |
| Gianni Marchand | 1 de juny de 1990      | KSV Deerlijk-Gaverzicht (2015)            |  |
| Jan Reynaerts | 30 de juliol de 1997   | Home Solution-Anmapa-Soenens (2016)       |  |
| Wim Reynaerts | 12 de maig de 1995     | Cibel-Cebon (2016)                        |  |
| Brecht Ruyters | 14 de maig de 1993     | VL Technics-Experza-Abutriek (2016)       |  |
| Joeri Stallaert | 25 de gener de 1991    | Veranclassic-Doltcini (2014)              |  |
| Seppe Verschuere | 6 de gener de 1994     | VL Technics-Experza-Abutriek (2016)       |  |
| |                        |                                           |  |
| Fonts: ProCyclingStats Cycling Quotient |                        |                                           |  |

## Classificacions UCI

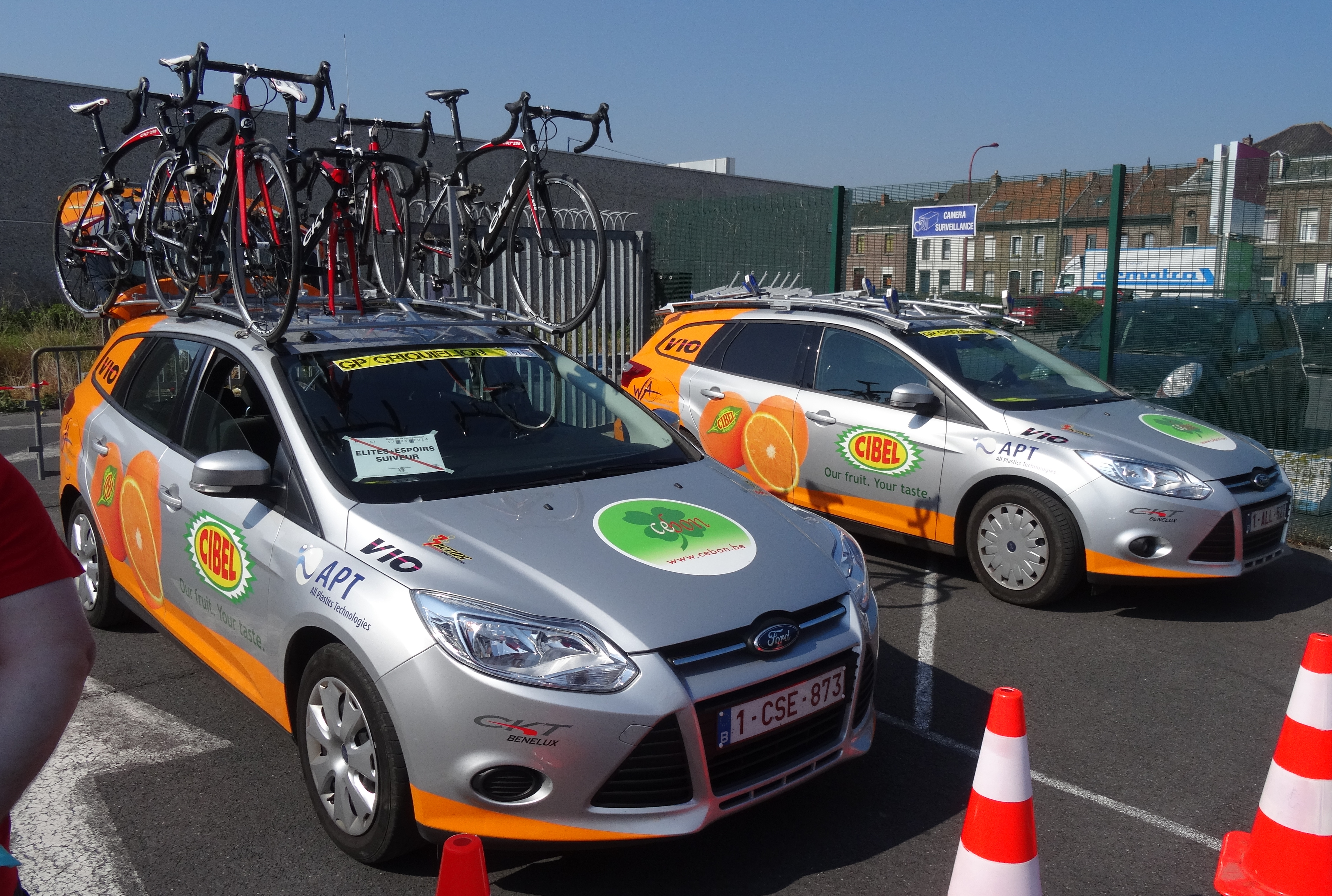
Vehicles de l'equip al 2014

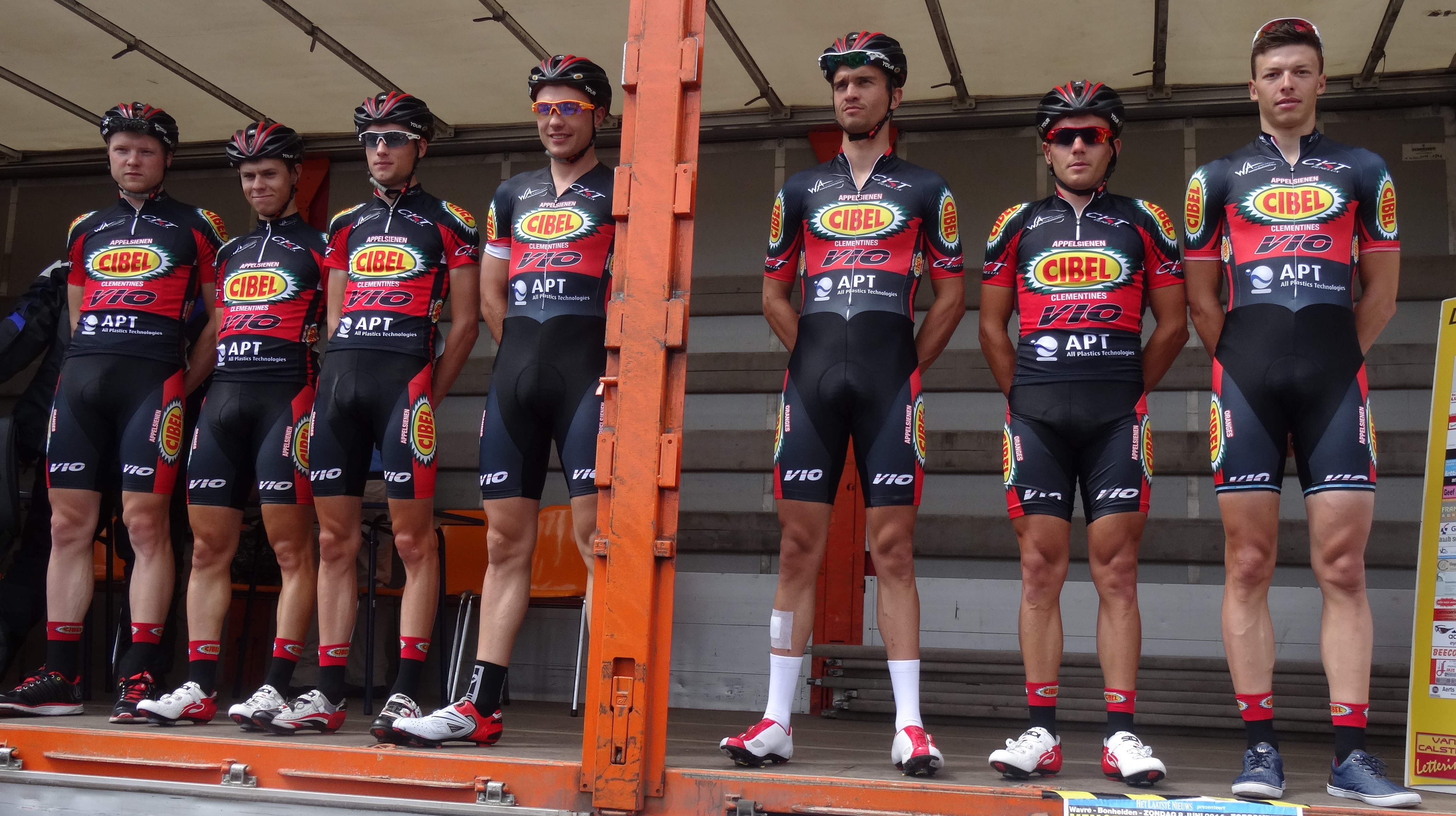
L'equip al 2014

L'equip participa en els Circuits continentals de ciclisme. La següent classificació estableix la posició de l'equip en finalitzar la temporada.
UCI Àfrica Tour
| Temporada | Classificació per equips | Millor ciclista en la classificació individual |
| --------- | ------------------------ | ---------------------------------------------- |
| 2015      | 13è                      | Guy Smet (105è)                                |

UCI Àsia Tour
| Temporada | Classificació per equips | Millor ciclista en la classificació individual |
| --------- | ------------------------ | ---------------------------------------------- |
| 2016      | 94è                      | Michiel Dieleman (558è)                        |
| 2017      | 54è                      | Kevin De Jonghe (106è)                         |

UCI Europa Tour
| Temporada | Classificació per equips | Millor ciclista en la classificació individual |
| --------- | ------------------------ | ---------------------------------------------- |
| 2014      | 76è                      | Oliver Naesen (96è)                            |
| 2015      | 95è                      | Joeri Stallaert (185è)                         |
| 2016      | 60è                      | Joeri Stallaert (193è)                         |
| 2017      | 24è                      | Joeri Stallaert (22è)                          |